# Proceratium watasei
Proceratium watasei är en myrart som först beskrevs av Wheeler 1906.  Proceratium watasei ingår i släktet Proceratium och familjen myror. Inga underarter finns listade i Catalogue of Life.